# Lucas van Leyden

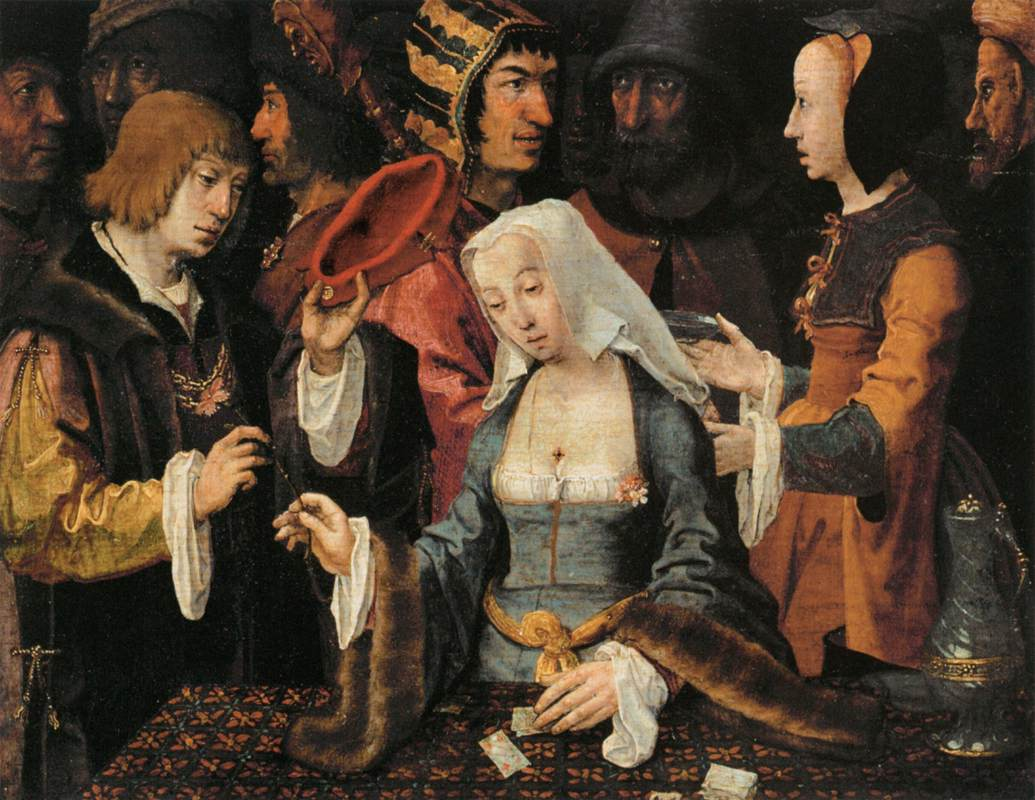
The Fortune Teller, no Louvre

Lucas van Leyden (Leiden, 1494 — Leiden, 8 de Agosto. de 1533), também chamado Lucas Hugensz ou Lucas Jacobsz, foi um gravador e pintor dos Países Baixos, um dos primeiros representantes holandeses da pintura de gênero e é considerado um dos melhores gravadores na história da arte. Ele era aluno de seu pai e de Cornelis Engelbrechtsz.
Em 1514, entrou para a Guilda de São Lucas, em Leiden. Visitou Antuérpia e Middelburg, em 1527, onde conheceu Jan Mabuse. Dürer foi a maior influência em sua carreira, mas, diferente do mestre alemão, se concentrava em cenas da vida diária e caricaturas. Deixou uma grande obra, apesar da morte precoce.
Lucas é universalmente considerado uma das grandes figuras do design gráfico (ele fez obras em água-forte e xilogravura, bem como desenhos).